# Mall Grab
Mall Grab, de son vrai nom  Jordon Alexander, est un DJ et producteur australien de house et techno.

## Biographie
Jordon Alexander nait en 1994 à Newcastle, en Australie. Il est très tôt attiré par les disques de ses parents, principalement rock 'n' roll. Il s'essaie au mix à 12 ans avec les platines inadéquates de son père. En grandissant, il est de plus en plus attiré par la musique électronique, notamment par Ed Banger ou les radios de GTA San Andreas. Il est aussi attiré par la culture skateboard. Son nom de scène est d'ailleurs dérivé d'une expression d'argot anglaise désignant quelqu'un qui tient mal un skate. Il commence des études de psychologie en 2013 avant d'arrêter deux ans plus tard pour entamer sa carrière musicale.
Il commence ses productions dans le style lo-fi en 2014 et les publie sur Soundcloud. Là, il est remarqué par Nikhil Kasturi du label montréalais Collect Call Records. C'est ainsi que sort un premier EP en 2015 Feel U qui le fait connaitre subitement. Un deuxième EP, Elegy, le confirme.
En 2016, il s'installe en Angleterre à Londres où il produit sa musique jusqu'à aujourd'hui. Il sort de nombreuses production pendant quelques années sur des tons plus house et techno et des rythmes plus club, notamment Menace II Society ou How The Dogs Chill, Vol.1 et tourne à travers le monde comme DJ. Il ne sort cependant pas d'album, expliquant avoir du mal à se concentrer sur une seule chose à cause de troubles de l'attention. Il admet aussi auprès de DJ Mag avoir eu une période trouble à la suite de sa notoriété soudaine, qui l'ont conduit à une consommation excessive d'alcool, avec laquelle il a aujourd'hui rompu.
C'est en 2022 que l'artiste sort finalement un premier album, What I Breathe, notamment remarqué pour ses collaborations. C'est le cas avec Nia Archives ou encore le groupe Turnstile, qu'il admire et avait déjà remixé dans l'EP Share A View. L'album est décrit dans la continuité des productions de l'artiste, très percutant et club où l'on discerne les influences dance de l'artiste,.
Il anime une émission sur Rinse FM, où il invite des personnalités de l'industrie et crée des mixes.
En 2024, Mall Grab est inclus dans la programmation de Coachella,. Toujours en 2024, il est invité a mixer sur la scène principale du festival Astropolis, l'Astrofloor.

## Vie privée
Côté personnel, il partage sa vie avec la DJ anglaise Effy, autre figure montante de la scène électronique britannique, avec qui il forme un duo aussi derrière les platines. Ils ont créer ensemble le label de musique Fragrance Recordings.

## Style musical
Au début de sa carrière, Mall Grab se fait connaître pour ses productions lo-fi. Son style a depuis évolué vers des sonorités plus house et techno, empreintes d’influences dance. Son installation à Londres marque un tournant : on retrouve dans ses morceaux du garage, breakbeat, de la house, de la rave ou de la jungle.[réf. souhaitée]